# Acaudinum
Acaudinum  (лат.) — род тлей из подсемейства Aphidinae (Macrosiphini). Неарктика.

## Описание
Мелкие насекомые желтовато-зелёного цвета, длина около 2 мм.
Ассоциированы с различными растениями (Centaurea). Диплоидный набор хромосом 2n=10 (Acaudinum centaureae). Мирмекофильная группа, посещается муравьями.
- Acaudinum beheni Remaudière, G. & Davatchi, 1959
- Acaudinum bulgaricum Holman
- Acaudinum centaureae (Koch, 1854)
- Acaudinum longisetosum Holman
- Acaudinum roumanicum Holman